# Поглед
Поглед је насеље у Србији у општини Ариље у Златиборском округу. Према попису из 2022. било је 592 становника.

## Демографија
У насељу Поглед живи 480 пунолетних становника, а просечна старост становништва износи 36,5 година (36,3 код мушкараца и 36,6 код жена). У насељу има 199 домаћинстава, а просечан број чланова по домаћинству је 3,15.
Ово насеље је великим делом насељено Србима (према попису из 2002. године), а у последња три пописа, примећен је пораст у броју становника.
|  |

| Демографија | Демографија | Демографија |
| Година      | Становника  | Становника  |
| ----------- | ----------- | ----------- |
| 1948.       | 388         |             |
| 1953.       | 383         |             |
| 1961.       | 358         |             |
| 1971.       | 336         |             |
| 1981.       | 449         |             |
| 1991.       | 588         | 580         |
| 2002.       | 627         | 632         |

| Етнички састав према попису из 2002.‍ | Етнички састав према попису из 2002.‍ | Етнички састав према попису из 2002.‍ | Етнички састав према попису из 2002.‍ | Етнички састав према попису из 2002.‍ |
| ------------------------------------ | ------------------------------------ | ------------------------------------ | ------------------------------------ | ------------------------------------ |
|                                      |                                      |                                      |                                      |                                      |
| Срби                                 | Срби                                 |                                      | 613                                  | 97,76%                               |
| Горанци                              | Горанци                              |                                      | 6                                    | 0,95%                                |
| Румуни                               | Румуни                               |                                      | 1                                    | 0,15%                                |
| непознато                            | непознато                            |                                      | 0                                    | 0,0%                                 |

| Година пописа     | 1948. | 1953. | 1961. | 1971. | 1981. | 1991. | 2002. |
| ----------------- | ----- | ----- | ----- | ----- | ----- | ----- | ----- |
| Број домаћинстава | 76    | 73    | 85    | 92    | 144   | 185   | 199   |

| Број чланова      | 1  | 2  | 3  | 4  | 5  | 6 | 7 | 8 | 9 | 10 и више | Просек |
| ----------------- | -- | -- | -- | -- | -- | - | - | - | - | --------- | ------ |
| Број домаћинстава | 25 | 39 | 46 | 67 | 14 | 8 | 0 | 0 | 0 | 0         | 3,15   |

| Пол    | Укупно | Неожењен/Неудата | Ожењен/Удата | Удовац/Удовица | Разведен/Разведена | Непознато |
| ------ | ------ | ---------------- | ------------ | -------------- | ------------------ | --------- |
| Мушки  | 259    | 84               | 163          | 6              | 5                  | 1         |
| Женски | 267    | 61               | 163          | 36             | 7                  | 0         |
| УКУПНО | 526    | 145              | 326          | 42             | 12                 | 1         |

| Пол    | Укупно                    | Пољопривреда, лов и шумарство | Рибарство                            | Вађење руде и камена | Прерађивачка индустрија       |
| ------ | ------------------------- | ----------------------------- | ------------------------------------ | -------------------- | ----------------------------- |
| Мушки  | 129                       | 17                            | 0                                    | 0                    | 63                            |
| Женски | 110                       | 7                             | 0                                    | 0                    | 50                            |
| УКУПНО | 239                       | 24                            | 0                                    | 0                    | 113                           |
| Пол    | Производња и снабдевање   | Грађевинарство                | Трговина                             | Хотели и ресторани   | Саобраћај, складиштење и везе |
| Мушки  | 8                         | 9                             | 9                                    | 3                    | 5                             |
| Женски | 1                         | 1                             | 21                                   | 4                    | 0                             |
| УКУПНО | 9                         | 10                            | 30                                   | 7                    | 5                             |
| Пол    | Финансијско посредовање   | Некретнине                    | Државна управа и одбрана             | Образовање           | Здравствени и социјални рад   |
| Мушки  | 1                         | 0                             | 3                                    | 4                    | 3                             |
| Женски | 1                         | 0                             | 4                                    | 3                    | 14                            |
| УКУПНО | 2                         | 0                             | 7                                    | 7                    | 17                            |
| Пол    | Остале услужне активности | Приватна домаћинства          | Екстериторијалне организације и тела | Непознато            | Непознато                     |
| Мушки  | 0                         | 0                             | 0                                    | 4                    | 4                             |
| Женски | 1                         | 0                             | 0                                    | 3                    | 3                             |
| УКУПНО | 1                         | 0                             | 0                                    | 7                    | 7                             |